# Eucario Bermúdez
Eucario Bermúdez Ramírez (Timbío, Cauca; 27 de noviembre de 1934-Miami, Florida; 6 de enero de 2019) fue un periodista, locutor y presentador de televisión colombiano. Su trayectoria se desarrolló en Colombia y en Estados Unidos.

## Biografía
Eucario nació en Timbío Cauca, de donde se radicó a Manizales durante su juventud. Su carrera comenzó en una emisora de Manizales, Emisora Electra, luego en la Transmisora Caldas y más tarde se trasladó a Bogotá, donde comenzó en 1965 su vinculación con Caracol Radio, cadena de la que llegó a ser director. Bermúdez se desempeñó como locutor de noticias; transmitió eventos como la llegada del hombre a la Luna desde USA, y se desenvolvió en el campo deportivo, narrando Juegos Olímpicos de México y Múnich, y varias Vueltas a Colombia.
En 1986 se radicó en Miami. Se convirtió en un respetado y apreciado líder y vocero de la problemática de la comunidad hispana. En 2014, una calle de la ciudad estadounidense fue bautizada como Calle Eucario Bermúdez, en reconocimiento a sus más de tres décadas de contribución a la comunidad hispana del sur de la Florida. Se desempeñó como  presidente de la Asociación Colombiana de Locutores y presidente de la WSUA Broadcasting Corporation hasta su muerte. Falleció el 6 de enero de 2019, tras sufrir un infarto de miocardio en su residencia.